# Hippeophyllum
Hippeophyllum es un género de orquídeas, de la tribu Malaxideae de la subfamilia (Epidendroideae). Comprende 5 especies descritas y aceptadas. Es originaria de Malasia.

## Taxonomía
El género fue descrito por Rudolf Schlechter y publicado en Die Flora der Deutschen Schutzgebiete in der Südsee 107. 1905. La especie tipo es: Hippeophyllum micranthum Schltr.	

## Especies aceptadas
A continuación se brinda un listado de las especies del género Hippeophyllum aceptadas hasta marzo de 2013, ordenadas alfabéticamente. Para cada una se indica el nombre binomial seguido del autor, abreviado según las convenciones y usos.
- Hippeophyllum alboviride J.J.Sm.
- Hippeophyllum biakenae J.J.Sm.
- Hippeophyllum celebicum Schltr.
- Hippeophyllum halmaherense J.J.Sm.
- Hippeophyllum hamadryas (Ridl.) Schltr.
- Hippeophyllum micranthum Schltr.
- Hippeophyllum papillosum Schltr.
- Hippeophyllum pumilum Fukuy. ex T.P. Lin
- Hippeophyllum scortechinii (Hook.f.) Schltr.
- Hippeophyllum sulense J.J.Sm.
- Hippeophyllum wenzelii Ames